# 앙리 샤리에르
앙리 사리에르(프랑스어: Henri Antonin Charrière, 1906년 11월 16일 - 1973년 7월 29일)는 프랑스의 소설가, 영화배우이다.

## 생애
남프랑스의 아르데슈 출신으로 두 명의 여동생이 있었다고 알려져 있다. 11세 때 어머니를 잃었고, 18세 때인 1923년 프랑스 해군에 입대하기도 했다. 그러나 그 뒤 파리 몽마르트르에서 포주노릇을 하는 등 하층생활을 했다. 감옥에 들어 오게 되기 전에 한 번 결혼을 했었고, 딸이 한 명 있었다고 한다.
1931년 10월 16일, 그는 몽마르트르에서 포주 롤랑 르 쁘티(Roland Le Petit) 살해 사건의 용의자로 지목된다. 앙리 샤리에르는 혐의를 강력히 부인했지만 법원은 그에게 11년의 중노동형을 언도했고, 프랑스 본국의 캉에 있는 볼리외(Beaulieu)의 교도소에 잠시 투옥된 뒤 1933년 남아메리카 북동부에 위치한 프랑스령 기아나의 마로니 강변에 있는 생 로랑 드 마로니(St-Laurent-du-Maroni) 교도소로 이송된다. 당시 그의 나이 26세였다.
1933년 11월 28일, 앙리 샤리에르는 첫 번째 탈옥을 시도한다. 함께 수용되어 있던 다른 죄수 앙드레 마뜨렛뜨(André Maturette), 요한 끌루지오(Joanes Clousiot)와 함께 시도한 탈주극이었다. 이 날 아침 세 죄수는 카옌(Cayenne) 수용소의 병원 담을 넘어 나환자 수용소로 향했고, 그곳에서 보트를 사서 바다로 나갔지만 콜롬비아 북부의 해안마을 리오아차에 도착하기도 했지만 결국 산타마르타에서 체포되었다(끌루지오는 독방에서 2년만에 사망). 샤리에르는 그 뒤에 비 내리는 밤을 틈타 탈출했고 라 과지라(La Guajira)라는 인디오들의 마을에서 인디오로 위장하고 몇 달을 지냈지만 곧 다시 어디론가로 가야 할 필요성을 느꼈고, 라 과지라 마을을 떠나온 지 채 며칠이 지나지 않아 묵고 있던 수녀원 원장의 밀고로 다시 붙들려 독방에 감금된다. 앙리 샤리에르가 산타마르타 감옥에서 시도한 네 차례의 탈출은 난데없는 불운과 어이없는 실수로 번번이 실패했다.
앙리 샤리에르는 11년 동안 무려 여덟 차례에 걸쳐 탈옥할 기회를 노렸고, 번번이 탈옥에 실패하는 그에게 돌아오는 것은 그가 실패하고 다시 감옥으로 돌아올 때마다 더욱 악랄해지는 간수들의 가혹행위 뿐이었다. 특히 앙리 사리에르가 탈옥 직전에 투옥되어 있었던 프랑스령 기아나의 살뤼 제도에 위치한 디아블로 섬(악마섬) 도형지(徒刑地)는 드레퓌스 사건의 주인공 알프레드 드레퓌스가 감금되기도 했던 곳으로 아무도 빠져나갈 수 없는 수용소로써 악명이 높았고, 디아블로 섬(악마섬)에서의 앙리 샤리에르의 수형 생활은 처참하기 그지없는 것이었다(다만 프랑스 당국에 의해 공개된 수용소 관련 기록에는 샤리에르가 악마섬 한 곳에만 수용되었던 것은 아니라고 했다). 그러나 1941년, 앙리 샤리에르는 코코넛 열매가 든 자루 두 개를 연결한 뗏목으로 한때 함께 탈옥을 기도했던 앙드레 마뜨렛뜨와 함께 디아블로 섬(악마섬) 탈출에 성공, 영국령 조지타운을 거쳐 1년 동안 베네수엘라에서 감옥살이를 마치고 베네수엘라 시민권을 얻는데 성공했다.
1945년, 완전히 자유의 몸이 된 앙리 샤리에르는 베네수엘라에 정착했고, 그곳에서 리타(Rita)라는 이름의 베네수엘라 여자와 결혼했으며, 카라카스와 마라카이보에서 레스토랑을 운영하였다. 한때 그가 유형 생활을 했던 디아블로 섬(악마섬)의 도형지는 1953년 8월 22일에 폐쇄되었다. 앙리 샤리에르는 베네수엘라 현지에서 유명인사로 대우받으며 텔레비전 프로그램에 종종 출연하기도 했는데, 나중에 프랑스로 돌아와 1969년 자신의 자전소설을 발표한다. 앙리 샤리에르가 자신의 수형 생활과 탈옥 과정을 그린 자전소설 「빠삐용」은 1969년에 발표되어 프랑스를 비롯한 17개 국에서 번역 출간되었고, 프랑스에서만 누계 1,000만 부가 팔려나가는 베스트셀러가 되었으며, 당시 프랑스 수상이 "현대 프랑스 국민의 도덕이 형편없이 땅바닥에 추락한 요인"으로 미니스커트와 함께 소설 빠삐용을 언급할 만큼 이 소설의 파급력은 엄청난 것이었다.
또한 1970년에는 본인의 소설을 원작으로 하는 영화 「다이아몬드 여왕」(원제: Popsy Pop)가 개봉되었는데 사리에르는 이 영화에서 본인이 직접 배우로써 연기하기도 했다. 동시에 원작자로써 각본을 맡았다. 그리고 1973년 그의 소설 「빠삐용」을 원작으로 하는 동명의 영화가 공개되어 흥행 대히트를 쳤으며, 이 영화에서 원작자로써 참가한 그의 이름은 높아졌다. 그 해 영화 촬영 중이던 스티브 매퀸과 만나고 얼마 뒤인 7월 29일에 에스파냐의 마드리드에 있는 한 병원에서 앙리 샤리에르는 후두암으로 사망하였다. 향년 67세.

## 같이 보기
- 르네 벨브노와 (빠삐용의 모델)
- 빠삐용 (소설)
- 빠삐용 (1973년 영화)

## 참고자료
- Jaime Hellman,『Devil's Island』, Leibovitz-Hellman Productions, United States (2000)
- Benoît Cornuau,『Les Véritables Histoires de Papillon』, France Télévisions, France (2008)
- René Belbenoit,『Dry Guillotine : Fifteen Years among the Living Dead』, NEW YORK • BLUE RIBBON BOOKS, 1938,  https://archive.org/details/Dry_Guillotine
- René Belbenoit,『Hell On Trial』, E. P. Dutton, 1940, https://archive.org/details/hellontrial0000unse/page/n9/mode/2up
- Philippe Schimitz, René Belbenoit,『Matricule 46635 L’extrodinaire aventure du forçat qui inspira Papillon』, MAISONNEUVE &LAROSE, 2002